# Nils Lilja
Nils Lilja, (Blinkarp, Röstånga, Malmö, 17 de Outubro de 1808 — Lund, 19 de Dezembro de 1870) foi um botânico, escritor, editor e relojoeiro, que se notabilizou no campo da botânica.